# Cangas del Narcea
Cangas del Narcea é um concelho (município) da Espanha na província e Principado das Astúrias. Tem 823,57 km² de área e em 2024 tinha 11421 habitantes (densidade: 15 hab./km²).

## Demografia
| Variação demográfica do município entre 1991 e 2004 | Variação demográfica do município entre 1991 e 2004 | Variação demográfica do município entre 1991 e 2004 | Variação demográfica do município entre 1991 e 2004 |
| --------------------------------------------------- | --------------------------------------------------- | --------------------------------------------------- | --------------------------------------------------- |
| 1991                                                | 1996                                                | 2001                                                | 2004                                                |
| 19225                                               | 18110                                               | 16511                                               | 16011                                               |